# Karl Axel Ekbom
Karl Axel Ekbom (ur. 23 września 1907 w Göteborgu, zm. 15 marca 1977 w Uppsali) – szwedzki neurolog. Pamiętany jest za opisy zespołu niespokojnych nóg (zespół Wittmaacka-Ekboma) i halucynozy pasożytniczej (zespół Ekboma). Był profesorem neurologii na Uniwersytecie w Uppsali od 1958 do 1974 roku.